# Lenzen (Elbe)
Lenzen (Elbe) est une commune allemande de l'arrondissement de Prignitz, Land de Brandebourg.

## Géographie
Lenzen se situe à la frontière du Brandebourg avec la Basse-Saxe et le Mecklembourg-Poméranie-Occidentale, au sein de la réserve de biosphère du paysage fluvial de l'Elbe. Dans la zone urbaine, la Vieille-Elde se jette dans la Löcknitz. L'Elbe coule le long de la limite sud de la ville. Au nord-est de la ville se trouve le lac de Rudow, qui est alimenté par le canal de Nausdorf et s'écoule par un drain vers le sud-ouest dans la Löcknitz. Dans le territoire, il y a aussi la tourbière de Rambow.
La commune comprend les quartiers de Bäckern, Breetz, Eldenburg, Gandow, Mellen, Moor, Nausdorf, Rambow et Seedorf ainsi que les quartiers résidentiels d'Alt Eldenburg, Klein Sterbitz, Leuengarten, Rudow, Sterbitz et Ziegelhof.
| Dömitz Neu Kaliß | Gorlosen Grabow |                    |
| Lenzerwische     | Lenzen (Elbe)   | Karstadt           |
|                  | Höhbeck Gartow  | Lanz Schnackenburg |

Lenzen (Elbe) se trouve sur la Bundesstraße 195.

## Histoire
Au VIIe siècle, des Slaves s'installent dans la région de Lenzen. Au IXe siècle, la tribu des Linons est mentionnée dans les textes saxons. Le château-fort de Lenzen est mentionné pour la première fois en 929, quand les troupes saxonnes le conquièrent lors de la bataille de Lenzen. En 983, il est de nouveau sous contrôle des Slaves après leur soulèvement.
En 1219, il fait partie de la marche de Brandebourg. En 1227, le roi Valdemar II de Danemark est emprisonné dans le château confié au comte de Dannenberg. En 1319, il revient à l'évêché d'Havelberg puis change plusieurs fois de propriétaires.
Les événements tragiques sont notamment de grands incendies en 1558 et 1703, qui détruisent presque complètement la ville, des vagues de peste entre 1566 et 1638, qui font environ 2 000 morts, et la guerre de Trente Ans, qui cause également de lourdes pertes humaines et matérielles. Après la paix de Westphalie en 1648, Lenzen devient une importante jonction de la circulation des postes de Berlin à Hambourg (Alte Hamburger Poststraße) et de Magdebourg à Hambourg, qui se réunissent à Lenzen.
En 1651, le Batave Arnold Gijsels van Lier est nommé administrateur de Lenzen : il construit des digues, lutte contre la chasse aux sorcières et introduit l'instruction pour les enfants.
Au moment de la République démocratique allemande, en juin 1952 et après la construction du mur de Berlin en 1961, de nombreuses familles, dont des hommes d'affaires, des petits artisans et des fermiers, sont expulsées de Lenzen en quelques heures. À partir de 1961, les installations frontalières sont plus loin en RDA. Tous les résidents reçoivent une note deux fois par an dans la carte d'identité, les non-résidents ne peuvent atteindre la ville qu'après une demande préalable et l'autorisation d'un permis sur les routes d'accès bloquées par des barrières. L'approbation est accordée uniquement aux parents au premier degré. En septembre 1972, Lenzen n'appartient plus à la zone d'accès restreint.
Le 25 juin 1969, un puits de gaz naturel près de Lenzen subit une grave explosion de gaz dans laquelle un homme meurt et six sont gravement blessés, le puits est ensuite abandonné.
Après l'ouverture de la frontière en 1989, un bac provisoire sur l'Elbe vers Gartow est mis en place. Lors de la réunification en 1990, le bac va à Pevestorf, quartier de Höhbeck. Lenzen fait partie désormais du Land de Mecklembourg-Poméranie-Occidentale. Après un référendum organisé en 1991, la ville et les communes environnantes reviennent le 1er août 1992 au Land de Brandebourg.
En raison de son emplacement sur l'Elbe, la ville doit se battre dans son histoire souvent contre les inondations. Donc, jusqu'à la fin de l'inondation de l'Elbe en 2002, le « Böser Ort » est une section de digue critique. La rivière fait à ce goulot d'étranglement un arc d'environ 90°, de sorte que la pression de l'eau n'est pas sur le côté, mais sur la digue. De septembre 2005 à août 2009, la digue est déplacée plus loin dans l'arrière-pays, 430 hectares et des forêts alluviales sont créés.

## Personnalités liées à la commune
- Caspar Movius (1610–1671), compositeur
- Samuel Stryk (1640–1710), juriste
- Johann Friedrich Wedding (1759–1830), ingénieur
- Elise Lensing (1804–1854), maîtresse de Friedrich Hebbel, née à Lenzen.
- Hermann Graebke (1833–1909), écrivain
- Ernst Breest (1843–1918), théologien
- Beate Meffert (née en 1947), informaticienne

## Source, notes et références
- (de) Cet article est partiellement ou en totalité issu de l’article de Wikipédia en allemand intitulé « Lenzen (Elbe) » (voir la liste des auteurs).